# Marokkó a 2011-es úszó-világbajnokságon
Marokkó a 2011-es úszó-világbajnokságon három úszóval vett részt.

## Úszás
Férfi
| Versenyző     | Esemény                       | Selejtező | Selejtező | Elődöntő          | Elődöntő          | Döntő             | Döntő             |
| Versenyző     | Esemény                       | Idő       | Helyezés  | Idő               | Helyezés          | Idő               | Helyezés          |
| ------------- | ----------------------------- | --------- | --------- | ----------------- | ----------------- | ----------------- | ----------------- |
| Amine Kouame  | Férfi 50 méteres gyorsúszás   | 23.83     | 44        | Nem jutott tovább | Nem jutott tovább | Nem jutott tovább | Nem jutott tovább |
| Amine Kouame  | Férfi 100 méteres gyorsúszás  | 52.05     | 54        | Nem jutott tovább | Nem jutott tovább | Nem jutott tovább | Nem jutott tovább |
| Morad Berrada | Férfi 200 méteres vegyesúszás | 2:06.90   | 35        | Nem jutott tovább | Nem jutott tovább | Nem jutott tovább | Nem jutott tovább |
| Morad Berrada | Férfi 400 méteres vegyesúszás | 4:31.97   | 29        |                   |                   | Nem jutott tovább | Nem jutott tovább |

Női
| Versenyző     | Esemény                   | Selejtező | Selejtező | Elődöntő          | Elődöntő          | Döntő             | Döntő             |
| Versenyző     | Esemény                   | Idő       | Helyezés  | Idő               | Helyezés          | Idő               | Helyezés          |
| ------------- | ------------------------- | --------- | --------- | ----------------- | ----------------- | ----------------- | ----------------- |
| Sara El Bekri | Női 100 méteres mellúszás | 1:08.96   | 17        | Nem jutott tovább | Nem jutott tovább | Nem jutott tovább | Nem jutott tovább |
| Sara El Bekri | Női 200 méteres mellúszás | 2:27.48   | 13 Q      | 2:26.74           | 15                | Nem jutott tovább | Nem jutott tovább |